# Hypercompe yukatanensis
Hypercompe yukatanensis är en fjärilsart som beskrevs av Charles Oberthür 1881. Hypercompe yukatanensis ingår i släktet Hypercompe och familjen björnspinnare. Inga underarter finns listade i Catalogue of Life.